# Arui wa Anarchy
Arui wa Anarchy (或いはアナーキー) é o décimo nono álbum de estúdio da banda japonesa de rock Buck-Tick, lançado em 4 de junho de 2014 pela gravadora Lingua Sounda. Foi lançado em três edições limitadas: A, B e C e uma edição regular.

## Recepção
Alcnaçou o sétimo lugar nas paradas da Oricon Albums Chart.

## Faixas
| N.º            | Título                                                | Letras         | Música         | Duração |  |
| 1.             | "Dada Disco -G J T H B K H T D-"                      | Imai           | Imai           | 4:36    |  |
| 2.             | "Uchuu Circus" (宇宙サーカス)                         | Sakurai        | Hide           | 3:39    |  |
| 3.             | "masQue"                                              | Sakurai        | Imai           | 4:09    |  |
| 4.             | "Devil'N Angel"                                       | Imai           | Imai           | 3:49    |  |
| 5.             | "Baudelaire de Nemurenai" (ボードレールで眠れない)    | Imai           | Imai           | 4:43    |  |
| 6.             | "Melancholia" (メランコリア)                          | Sakurai        | Imai           | 4:56    |  |
| 7.             | "Phantom Voltaire"                                    | Sakurai        | Imai           | 4:19    |  |
| 8.             | "Survival Dance"                                      | Sakurai        | Hoshino        | 3:33    |  |
| 9.             | "Satan" (サタン)                                      | Sakurai        | Hoshino        | 4:25    |  |
| 10.            | "Not Found"                                           | Imai           | Imai           | 4:34    |  |
| 11.            | "Sekai wa Yami de Michite Iru" (世界は闇で満ちている) | Imai           | Imai           | 5:11    |  |
| 12.            | "Once Upon a Time"                                    | Imai           | Imai           | 4:50    |  |
| 13.            | "Mudai" (無題)                                        | Sakurai        | Imai           | 5:35    |  |
| 14.            | "Keijijou Ryuusei -Metaform-" (形而上 流星-metaform-) | Sakurai        | Imai           | 5:58    |  |
| Duração total: | Duração total:                                        | Duração total: | Duração total: | 64:17   |  |

| Faixa bônus da edição DVD/Blu-ray |                                 |         |  |
| N.º                               | Título                          | Duração |  |
| 1.                                | "Keijijou Ryuusei" (Videoclipe) |         |  |

## Ficha técnica

### Buck-Tick
- Atsushi Sakurai - vocal
- Hisashi Imai - guitarra solo, vocais de apoio
- Hidehiko "Hide" Hoshino - guitarra rítmica, vocais de apoio
- Yutaka "U-ta" Higuchi - baixo
- Toll Yagami - bateria